# Nicolás Frutos
Nicolás Alejandro Frutos (Santa Fe, 13 mei 1981) is een Argentijns voetbalcoach en oud-voetballer.

## Spelerscarrière

### Argentinië en Spanje
Nicolás Alejandro Frutos debuteerde tijdens het seizoen 2000/01 voor Unión de Santa Fe in de Argentijnse eerste klasse. Na twee seizoenen verliet de lange aanvaller zijn geboortestad voor San Lorenzo. Eén seizoen later verkaste hij naar CA Nueva Chicago, waar hij in 2003 na één wedstrijd al werd weggekaapt door de Spaanse tweedeklasser UD Las Palmas.
Na een seizoen waarin hij niet kon doorbreken, mocht hij vertrekken. In Argentinië werd hij ondergebracht bij Gimnasia La Plata. Hier boekte hij behoorlijke resultaten wat hem in de winter een transfer naar de topclub Independiente opleverde. Daar kreeg hij de bijnaam La Garza (Nederlands: De Reiger). Na 10 wedstrijden en 9 doelpunten in het seizoen 2005/06 was hij goed op weg om topschutter te worden van de Torneo Apertura (openingskampioenschap), maar zijn goede prestaties leverden ook interesse op van Europese clubs.

### RSC Anderlecht
Op 21 oktober 2005 ondertekende hij een contract tot 2012 bij de Belgische topclub RSC Anderlecht, hoewel hij pas vanaf januari inzetbaar was. De Belgische media reageerden sceptisch op zijn komst: 2,5 miljoen euro was veel te veel voor een speler die Nenad Jestrović nooit zou doen vergeten. En na een belabberde prestatie in zijn tweede match, tegen Germinal Beerschot, nam de kritiek alleen maar toe. Met 8 goals in de volgende 8 matchen deed hij de kritiek echter verstommen en ontpopte hij zich tot een van de sterkhouders van zijn club. Twee van zijn goals zorgden ervoor dat Club Brugge definitief werd uitgeteld in de titelstrijd. Meer dan waarschijnlijk zou hij nog meer gescoord hebben, maar in de match tegen Lokeren liep hij een knieblessure op, waardoor hij in de laatste 6 matchen slechts 142 minuten gespeeld heeft. Uiteindelijk kon RSC Anderlecht op het einde van het seizoen zijn 28e titel bemachtigen. Een tiental dagen later, op 15 mei 2006, mocht hij met zijn vrouw Romina de geboorte van hun eerste dochter, Sofia, aankondigen.
Frutos was ook een bepalend figuur bij de transfer van zijn landgenoot Lucas Biglia naar Anderlecht.
Op 9 oktober is Frutos teruggekeerd uit Argentinië na een revalidatie van twee maanden. Dit was noodzakelijk omdat de speler meer dan de helft van de tijd niet kon spelen door een blessure. Op 16 oktober keerde hij terug naar België, Frutos zat meteen in de kern voor de wedstrijd die daarop volgde (SV Zulte Waregem).
Frutos bleef echter de blessures opstapelen en had voornamelijk last van de achillespees. Op 29 maart 2010 werd het contract van de Argentijn met wederzijdse toestemming beëindigd. De carrière van de nog maar 28-jarige voetballer zat er meteen op.
Na zijn loopbaan bij vele clubs ging hij aan de slag bij de veteranen van Londerzeel. Daarmee verloor hij op 30 april 2017 de bekerfinale voor veteranen van Lindelhoeven VV.

## Clubstatistieken
| seizoen | club              | land       | competitie                  | duels | goals |
| ------- | ----------------- | ---------- | --------------------------- | ----- | ----- |
| 2000/01 | Unión de Santa Fe | Argentinië | Primera División Argentinië | 17    | 0     |
| 2001/02 | Unión de Santa Fe | Argentinië | Primera División Argentinië | 22    | 8     |
| 2002/03 | San Lorenzo       | Argentinië | Primera División Argentinië | 26    | 4     |
| 2003/04 | CA Nueva Chicago  | Argentinië | Primera División Argentinië | 1     | 0     |
| 2003/04 | UD Las Palmas     | Spanje     | Segunda División A          | 18    | 1     |
| 2004/05 | Gimnasia La Plata | Argentinië | Primera División Argentinië | 17    | 7     |
| 2004/05 | Independiente     | Argentinië | Primera División Argentinië | 18    | 10    |
| 2005/06 | Independiente     | Argentinië | Primera División Argentinië | 10    | 9     |
| 2005/06 | RSC Anderlecht    | België     | Jupiler League              | 14    | 9     |
| 2006/07 | RSC Anderlecht    | België     | Jupiler League              | 24    | 15    |
| 2007/08 | RSC Anderlecht    | België     | Jupiler League              | 14    | 8     |
| 2008/09 | RSC Anderlecht    | België     | Jupiler League              | 7     | 6     |
| 2009/10 | RSC Anderlecht    | België     | Jupiler League              | 10    | 3     |
| Totaal  | Totaal            | Totaal     | Totaal                      | 200   | 82    |

## Trainerscarrière

### Begin
Na zijn carrière als voetballer ging Frutos aan de slag als coach. Hij leidde eerst de jeugdwerking van zijn Argentijnse moederclub Unión Santa Fé en was er ook beloftentrainer. Nadien werd hij assistent bij het Paraguayaanse Asunción onder hoofdcoach Nery Pumpido.

### RSC Anderlecht (II)
In november 2015 maakte Anderlecht bekend dat het zijn voormalige publiekslieveling terughaalde als beloftentrainer. Op Sinterklaasdag 2015 kreeg Frutos rake klappen na de wedstrijd KRC Genk-RSC Anderlecht. Zijn clubjas van Anderlecht werd hem uitgedaan met daarin zijn gsm en portefeuille. De gsm werd dezelfde dag nog teruggevonden. Frutos hield aan deze confrontatie slechts enkele schrammen en een gekloven wenkbrauw over.
In april 2016 promoveerde Anderlecht Nicolás Frutos tot performance manager. Dat was een adviserende rol over alle sportieve geledingen binnen de club. In het seizoen 2016/17 werd hij ook assistent-coach T3 onder René Weiler.
Nadat trainer René Weiler op 18 september 2017 opstapte als trainer bij RSC Anderlecht, werd Frutos samen met Weilers assistenten David Sesa en Thomas Binggeli als ad-interim coach aangesteld. Als hoofdtrainer werkte Frutos uiteindelijk één bekerduel, één Champions League-duel en twee competitiewedstrijden af met Anderlecht. Hij eindigde met een 1-0 thuisoverwinning in de competitiematch tegen Standard op 1 oktober 2017. Enkele dagen eerder was uitgelekt dat de club een principe-akkoord had voor drie seizoenen met trainer Hein Vanhaezebrouck. Frutos besliste om niet te blijven en het contract met Anderlecht werd in onderling overleg beëindigd.

### RSC Anderlecht (III)
In juni 2020 haalde Anderlecht Frutos, die na zijn vertrek bij Anderlecht in 2017 in België was gebleven, terug als assistent-trainer.

### DC United
In februari 2021 werd hij assistent van Hernán Losada bij DC United. Later dat jaar sloot er zich met Andy Najar nog een andere ex-Anderlecht-speler aan bij de club. In hun debuutseizoen eindigden ze achtste in de reguliere competitie van de Eastern Conference, op amper één punt van de top zeven die een ticket voor de play-offs had opgeleverd.
Toen Losada in april 2022 ontslagen werd bij DC United leek Frutos uit loyaliteit aanvankelijk ook te gaan opstappen, maar uiteindelijk bleef hij aan als assistent-trainer. Frutos diende vervolgens onder interim-trainer Chad Ashton en diens opvolger Wayne Rooney. Uiteindelijk verliet hij de club in december 2022.

### RAAL La Louvière
Op 4 april 2023 werd Frutos voorgesteld als de nieuwe technisch directeur van RAAL La Louvière, dat op dat moment vierde stond in Eerste nationale.